# Hanveden
Hanveden este o arie protejată (arie specială de conservare — SAC, sit de importanță comunitară — SCI) din Suedia întinsă pe o suprafață de 245,7 ha, integral pe uscat.

## Localizare
Centrul sitului Hanveden este situat la coordonatele 59°08′37″N 18°01′51″E / 59.1437°N 18.0309°E.

## Înființare
Situl Hanveden a fost declarat sit de importanță comunitară în iunie 2001 pentru a proteja un număr necunoscut de specii din flora spontană și fauna sălbatică aflate în arealul zonei. Situl a fost protejat și ca arie specială de conservare în martie 2011.

## Biodiversitate
Situată în ecoregiunea boreală, aria protejată conține 4 habitate naturale: Mlaștini împădurite, Mlaștini turboase de tranziție și turbării mișcătoare, Taiga vestică, Lacuri și iazuri distrofice naturale.
La baza desemnării sitului se află un număr nedeclarat de specii protejate.